# Выя (посёлок)
Выя — посёлок в Верхнесалдинском городском округе Свердловской области. Управляется территориальной администрацией посёлка Басьяновский.

## География
Населённый пункт расположен на левом берегу реки Выя в 31 километре на север от административного центра округа — города Верхняя Салда.

### Часовой пояс
Выя, как и вся Свердловская область, находится в часовой зоне МСК+2. Смещение применяемого времени относительно UTC составляет +5:00.

## Население
| 2002 | 2010 |
| ---- | ---- |
| 5    | ↘0   |

## Инфраструктура
Посёлок разделён на три улицы (Выйская, Надежды Крупской, Строителей).